# Tamime ibne Muançar
Tamime ibne Muançar (Tamim ibn Muansar) foi emir dos magrauas setentrionais do Magrebe Ocidental no século XI, governando de 1067/1068 até sua morte em 1069/1070, e um membro do clã dos Banu Cazar.

## Vida
Tamime era filho do emir Muançar ibne Hamade (r. 1063–1067/1068), a quem sucedeu em 1067/1068 após sua morte durante o cerco almorávida de sua capital Fez e ao ser aclamado pelos magrauas. Seu reinado foi efêmero, pois em 1069/1070 enfrentou outro cerco almorávida em Fez, que terminou com Tamime sendo morto sob ordens do emir Iúçufe ibne Taxufine (r. 1061–1106) e os habitantes da capital sendo massacrados.